# Дрејнсвил (Вирџинија)
Дрејнсвил (енгл. Dranesville) насељено је место без административног статуса у америчкој савезној држави Вирџинија.

## Демографија
По попису из 2010. године број становника је 11.921.
| Група             | 2000.    | 2010.         |
| Белци             | 0 (0,0%) | 8.597 (72,1%) |
| Афроамериканци    | 0 (0,0%) | 504 (4,2%)    |
| Азијати           | 0 (0,0%) | 1.555 (13,0%) |
| Хиспаноамериканци | 0 (0,0%) | 848 (7,1%)    |
| Укупно            | 0        | 11.921        |